# Las vidas de Celia
Las vidas de Celia es una película española de 2007 dirigida por Antonio Chavarrías.

## Argumento
Celia (Najwa Nimri) regresa una noche a su casa desesperada con intención de suicidarse. Miguel Ángel (Luis Tosar) es un policía encargado de investigar un caso de violación y asesinato de una chica...
La investigación le llevará a conocer a Celia y a Agustín (Daniel Giménez Cacho), su marido.